# Правдин, Николай Александрович
Николай Александрович Правдин (20 марта [1 апреля] 1893, Палех, Владимирская губерния — 1 сентября 1981, Палех, Ивановская область) — русский и советский живописец, художник палехской лаковой миниатюры. Член Союза художников РСФСР (с 1944). Заслуженный деятель искусств РСФСР (1956). Племянник Алексея Корина.

## Биография
Родился в 1893 году в Палехе в семье потомственных иконописцев. Окончил учебные мастерские Комитета попечительства о русской иконописи (1907). С 1907 года работал в иконописных мастерских, расписывал стены церквей в разных городах. Впоследствии принимал участие в реставрации фресок Успенского собора Московского Кремля (1947).
В 1926 году вступил в палехскую Артель древней живописи. Начинал с бытовых и сельскохозяйственных сюжетов, в дальнейшем работал, главным образом, в области портретной миниатюры, к которой в Палехе обратились, прежде всего, мастера с иконописным прошлым. Создавал портреты советских руководителей и русских писателей-классиков. В рамках Пушкинского юбилея 1937 года участвовал в создании иллюстраций к произведениям А. С. Пушкина в стилистике палехской миниатюры — работал над повестью «Капитанская дочка». Участвовал во Всесоюзных и международных выставках с 1933 года. Преподавал в Палехском художественном училище (1943—1966), среди его учеников — наиболее значительный палехский портретист Анна Кривцова.
Работы Н. А. Правдина хранятся в Государственном музее палехского искусства, Всероссийском музее декоративно-прикладного и народного искусства, Ивановском областном художественном музее, Художественном фонде России.
Избирался депутатом Верховного Совета РСФСР II-го созыва (1947—1951).
Умер в Палехе в 1981 году.
Дом Правдина в Палехе признан памятником истории, установлена мемориальная доска.

## Произведения (выборочно)
- Кому на Руси жить хорошо. Шкатулка, 1935. ГМПИ
- Беспосадочный перелёт. 1937.
- Экспедиция на льдине. Шкатулка, 1937.
- Парад физкультурников на Красной площади. 1937.
- Портрет О. Ю. Шмидта. Пластина, 1937. Почётный диплом. международной выставки в Париже 1937 года.
- Портрет Л. Н. Толстого. Пластина, 1937.
- Портрет А. В. Суворова. Шкатулка, 1943. Ивановский ОХМ.
- Произведения Н. А. Некрасова. Ларец, 1944. ГМПИ.
- У лукоморья. Пудреница, 1944. ГМПИ.
- Коробейник в деревне. Шкатулка, 1945. ВМДПиНИ
- Портрет В. И. Ленина. Пластина, 1955. ГМПИ.
- Портрет художника А. В. Котухина. Пластина, 1955.
- Портрет художника И. В. Маркичева. Пластина, 1955.